# Laura Tesoro
Laura Tesoro (Amberes, Bélgica, 19 de agosto de 1996) es una cantante y actriz belga de ascendencia italiana. Su estilo musical es de Pop, R&B contemporáneo, Funk y Dance. Se dio a conocer tras aparecer en las serie de televisión "Witse", "Familie" y por haber sido la segunda finalista de la tercera edición del concurso televisivo "La Voz de Bélgica", donde perteneció al equipo del famoso cantante Koen Wauters.
Al ganar la selección nacional Eurosong 2016, con la canción titulada "What's the Pressure", fue elegida representante de Bélgica en el Festival de la Canción de Eurovisión 2016.

## Biografía

### Inicios
Nació en la Región Flamenca ("Flandes") el 19 de agosto de 1996. Su padre es italiana y su madre belga. Desde muy niña ya se quería dedicar al mundo de la música y la interpretación. En 2008 inició su carrera artística tras obtener su primer papel como Evy Cuypers, en un capítulo titulado "Innige band" de la serie de televisión de género policíaco "Witse" emitida por la Vlaamse Radio- en Televisieomroep (VRT).
Seguidamente pasó a actuar en los musicales Annie en 2009 y Domino en 2012, con los que fueron de gira por numerosas ciudades de Europa. En abril de 2010 participó en la tercera edición del prestigioso festival belga de música infantil "Ketnetpop", donde coincidió con diversos artistas juveniles como la banda Bandits, Toon Smet, el dúo Jill & Lauren y la cantante Laura Omloop. Dos años más tarde, entre 2012-2014, interpretó el papel de Charlotte Kennis en la telenovela de la ("VRT") "Familie", donde estuvo en un total de 73 capítulos.
Ya en 2014 tomó la decisión de dejar la telenovela en la que estaba trabajando, debido a que quería dedicarse por completo a su carrera musical, definiendo su estilo como pop, R&B contemporáneo, funk y dance. En ese mismo año pasó a ser concursante de la tercera edición del programa de televisión "La Voz de Bélgica" (del formato de La Voz), en el que fue escogida en el equipo del conocido cantante Koen Wauters y, tras su paso por todas las galas, llegó a la gran final donde acabó subcampeona del concurso, quedando por detrás del ganador Tom De Man.
En agosto, lanzó su primer sencillo titulado "Outta Here", producido por la discográfica Top Act Music y que tuvo una buena aceptación tras lograr el puesto número 23 en la lista musical del país, Ultratop.
Seguidamente, en 2015, lanzó su segundo sencillo "Funky Love". Y en noviembre de 2015 fue una de los cinco participantes de la selección nacional eurovisiva "Eurosong 2016". En el primer programa de selección cantó la canción "Düm tek tek" de la cantante Hadise que fue la representante turca en la LIV edición de 2009. En la segunda selección tras interpretar el que es su nuevo sencillo "What's the Pressure" (en español: "¿Cuál es la presión?") cantado en inglés, recibió la mayor puntuación televoto. Y en la selección final después de colocarse en primer lugar gracias al voto de la gente del país y de jurados internacionales, fue elegida representante de Bélgica en el Festival de la Canción de Eurovisión 2016, que se celebró en Estocolmo, Suecia. En 2016,prestó su voz a Poppy en Trolls y a Moana ( Vaiana en Bélgica y en otros países de Europa) en la película del mismo nombre.

## Discografía

### Singles
| 2014                                                          | "Outta Here"          | 23 | Álbum en proceso |
| 2015                                                          | "Funky Love"          | 27 | Álbum en proceso |
| 2016                                                          | "What's the Pressure" | 41 | Álbum en proceso |
| "—" denotes a single that did not chart or were not released. |                       |    |                  |